# Blaw-Knox
Blaw-Knox Corporation ist ein Baumaschinenhersteller mit Sitz in Orlando, USA, der seit 2020 zur Gencor Industries Inc. gehört. Das Unternehmen entwickelte 1968 den ersten straßenbreiten, luftbereiften Asphaltfertiger (Modell PF-220).

## Geschichte
Das Unternehmen geht auf die Fusion der Stahlbauunternehmen Blaw und Knox 1917 zurück. Seit 1927 wurden die markanten Blaw-Knox-Sendetürme gebaut. Der Einstieg in Straßenbautechnik erfolgte 1929 mit der Übernahme der A. W. French & Company, einem Hersteller von Betonfertigern.
1995 wurde von Blaw-Knox von Ingersoll Rand übernommen, welche die Straßenbauabteilung 2007 an Volvo Construction Equipment verkaufte.
Im Juli 2020, verkaufte Volvo die Firma an Gencor.

## Produkte

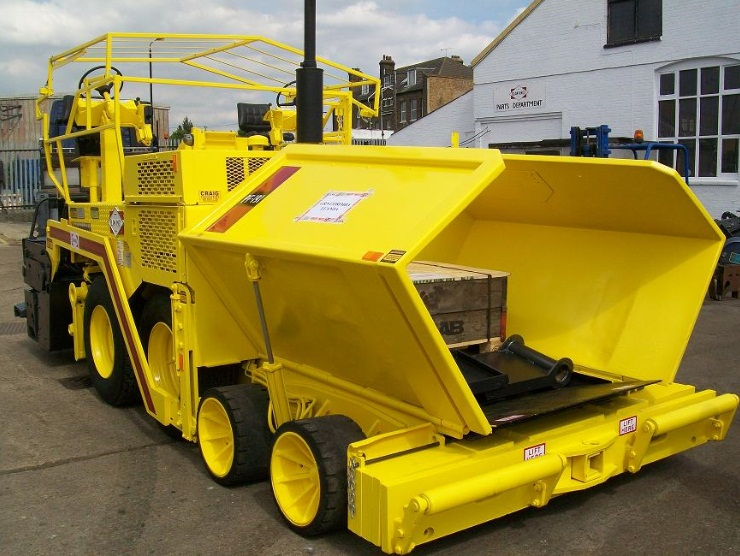
Asphaltfertiger von Blaw-Knox
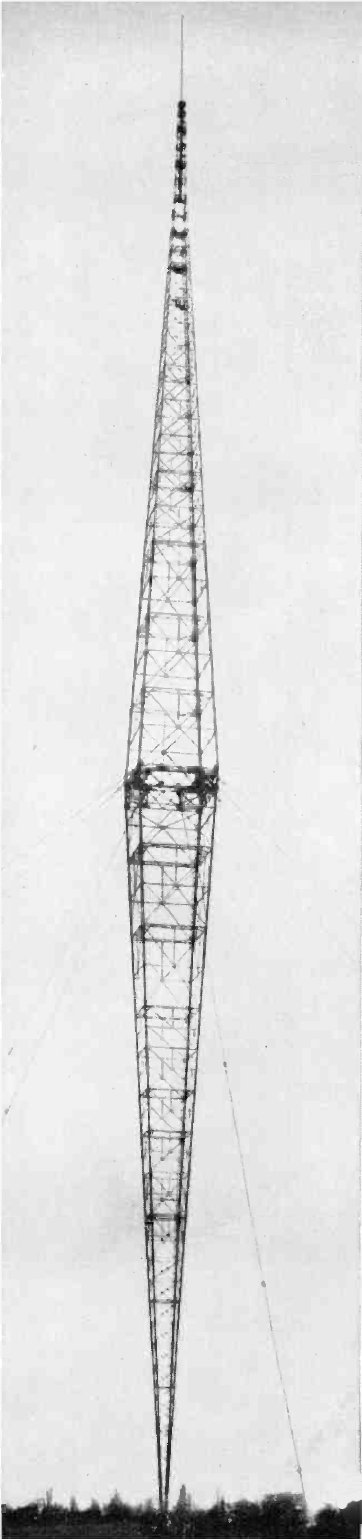
Erster Sendemast mit 1000 Fuß Höhe (304,8 m)
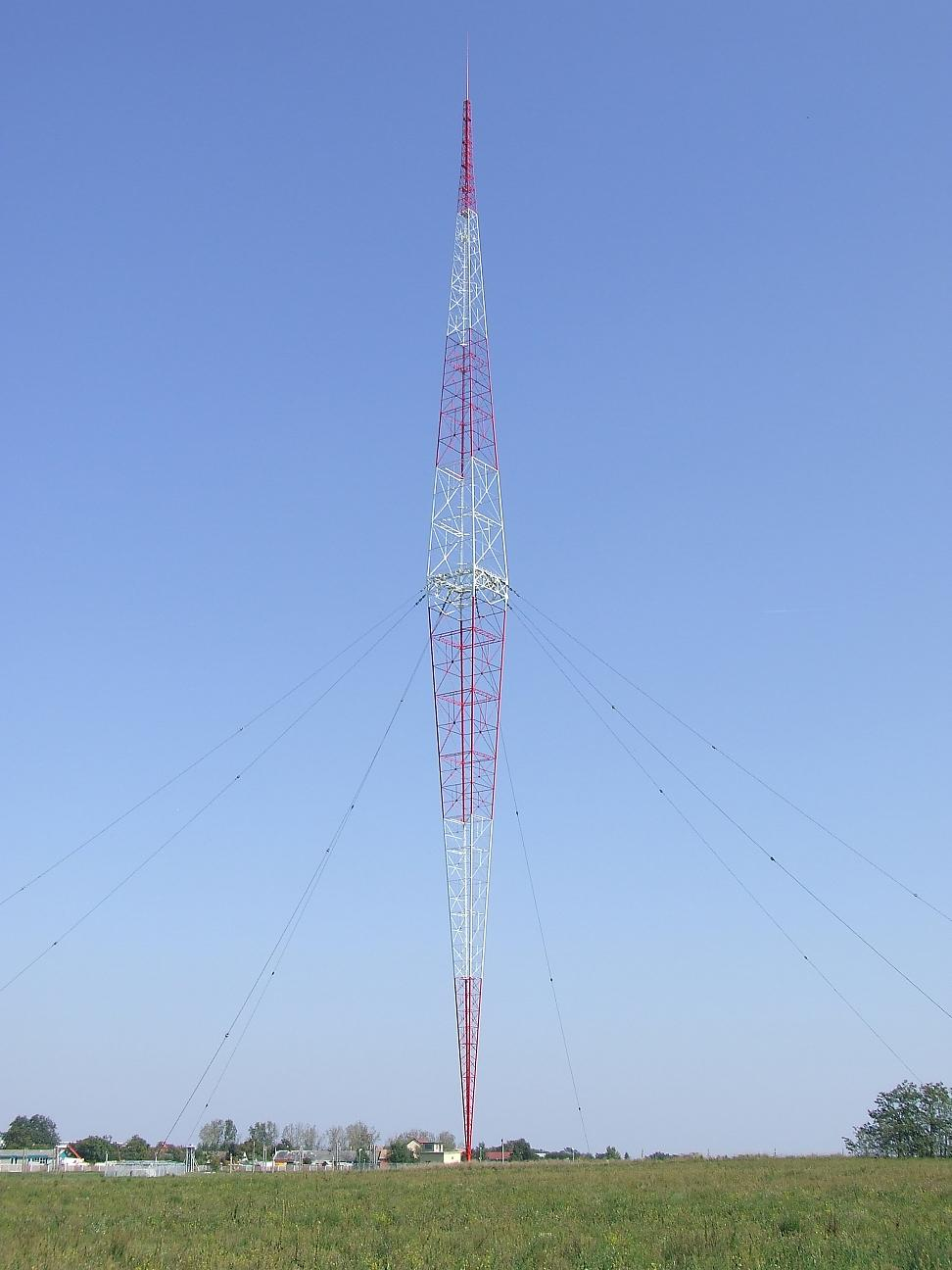
Sender Lakihegy (Ungarn)